# Josephus Augustinus Brentano

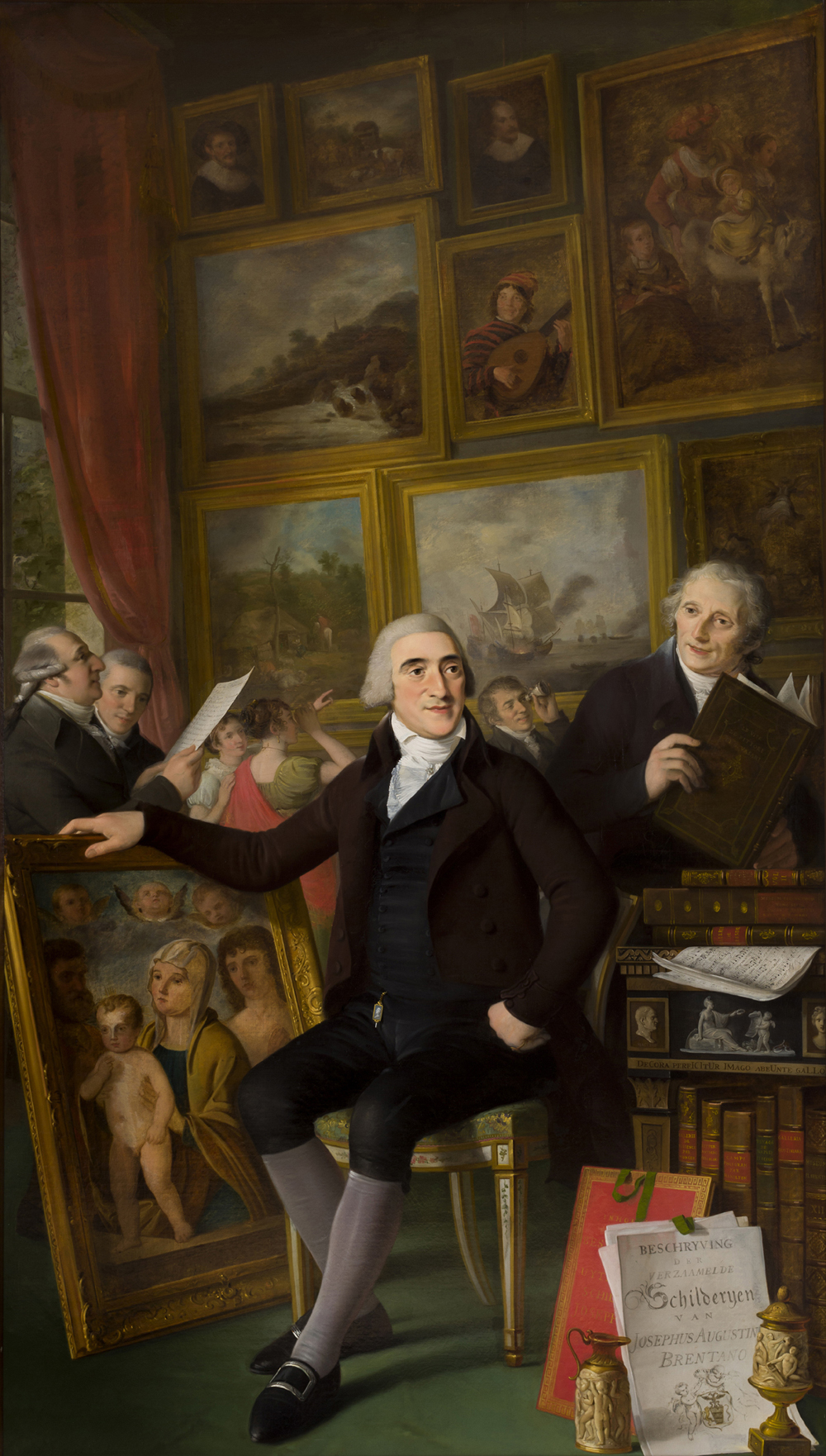
Portret van Josephus Augustinus Brentano door Adriaan de Lelie (ook afgebeeld), 1813

Josephus Augustinus Brentano (Amsterdam, 28 augustus 1753 - aldaar, 16 april 1821) was een Nederlandse katholieke koopman van Italiaanse afkomst, mecenas en filantroop. Zijn ouders kwamen uit Tremezzo aan het Meer van Como. De familie woonde eerst op de Oudezijds Voorburgwal, vervolgens op de Oude Turfmarkt. Jozef werd gedoopt in een schuilkerk, de Mozes en Aäron.

## Kunstverzameling

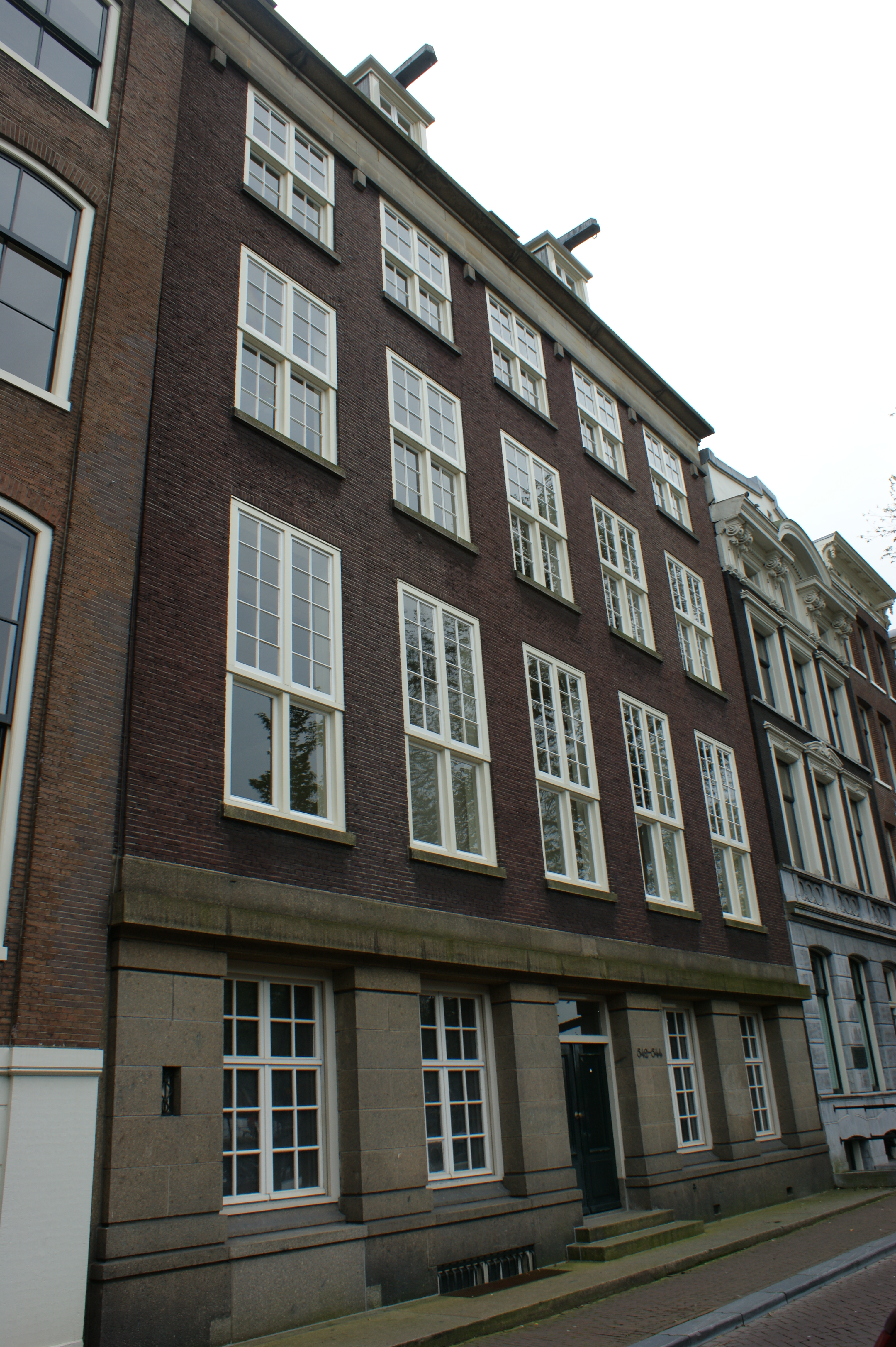
Herengracht 544-542

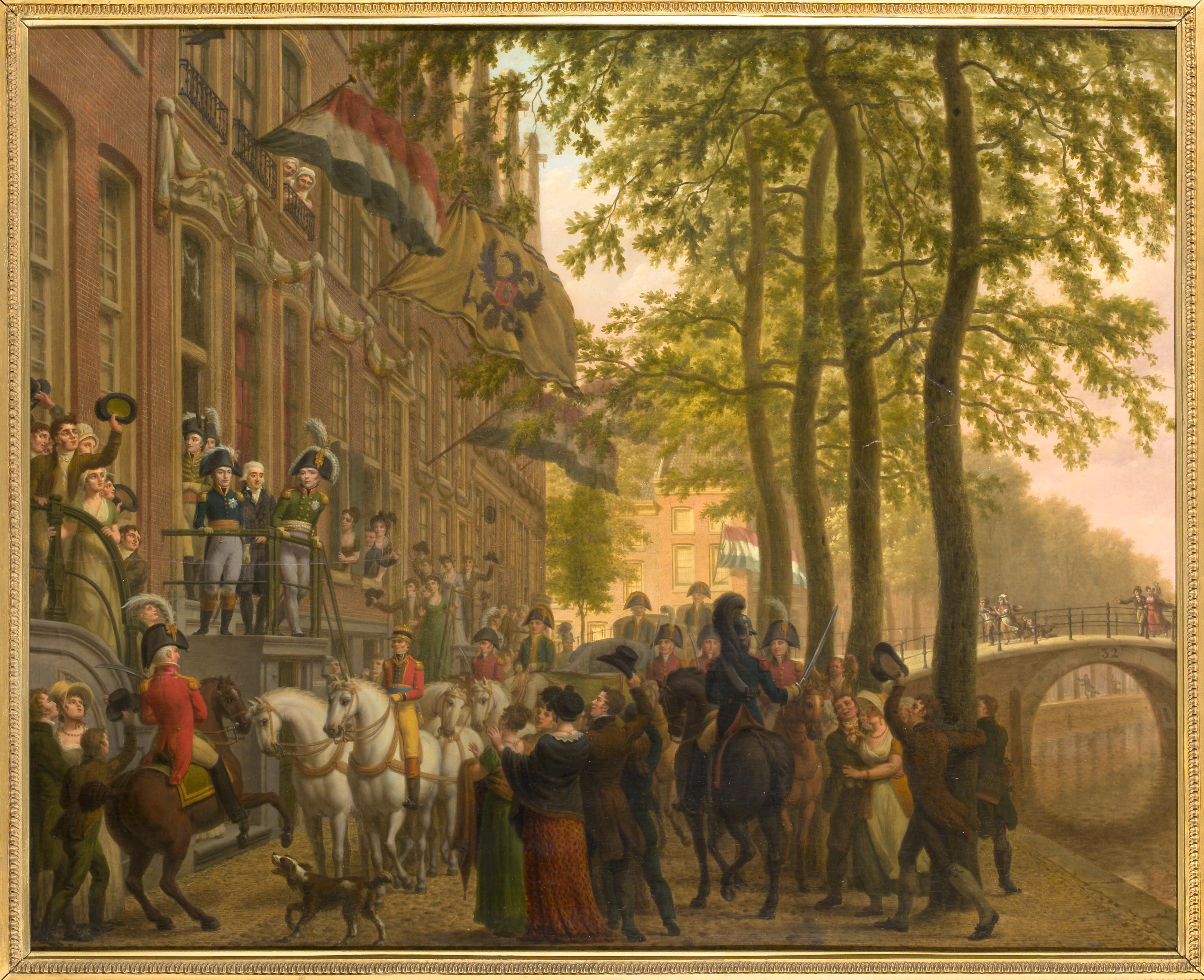
Alexander I van Rusland en koning Willem I bezoeken de Brentano collectie in Amsterdam in 1814

Jozef was actief in de handel met de VOC en de WIC en ging op zekere leeftijd rentenieren. In 1789 kocht hij een huis op de Herengracht (544), niet ver van het Thorbeckeplein. In het huis, een eeuw lang bewoond door de familie Van Meel, die steeds een secretaris leverde aan de Sociëteit van Suriname, zou hij een grote verzameling van schilderijen aanleggen, van o.a. Rembrandt, Rubens, Frans Hals, maar ook Italiaanse schilders, zoals Annibale Carracci, Titiaan, Raphael en Guido Reni. Aan het plafond had Brentano schilderingen laten aanbrengen met Hercules-taferelen. Op 14 juli 1814 kreeg hij bezoek van tsaar Alexander I van Rusland, soeverein vorst (later koning) Willem I en de prinsen Willem en Frederik. Brentano liet zich tweemaal portretteren door Adriaan de Lelie, in 1798 en 1813.

## Brentano's Steun des Ouderdoms
Hij was de stichter van het Huis Brentano's Steun des Ouderdoms, geschikt voor twintig bejaarde mannen. Daarvoor moest na zijn dood de kunstcollectie, bestaande uit 400 schilderijen, boeken en rariteiten, worden verkocht. In 1824 werd een huis gekocht op de Herengracht 595 en na een verbouwing in gebruik genomen. De eerste twaalf bejaarden moesten zich inkopen. In 1841 werd het huis uitgebreid, zodat het geschikt werd voor 50 bewoners. Er kwam een kapel gewijd aan Carolus Borromeus.
In 1924 verhuisde het bejaardenhuis naar de Keizersgracht 617-629, want de Amsterdamse Bank had alle panden gelegen aan het Rembrandtplein van de Stichting overgenomen. De bank was zelfs bereid om een complete nieuwbouw te verwezenlijken aan de Keizersgracht. De regenten kregen ook het beschikking over de beide naastgelegen panden, 615 en 631, die moesten dienen als buffer, tegen eventuele ongewenste buren of een toekomstige uitbreiding. Bijna het gehele personeel kon inwonen.

## Vastgoed
Bestond aanvankelijk het vermogen uit effecten, omstreeks 1850 werd belegd in huizen en landerijen. Rond 1900 behoorden tientallen huizen aan de Amstelstraat, Herengracht, Utrechtsestraat en het Rembrandtplein aan de Stichting.
In 1932 werd het oude woonhuis van Brentano, dat samen met het naastgelegen pand was afgebroken, opnieuw in gebruik genomen, voor dertig bewoners van betere stand. Dat pand, Herengracht 542-544, werd in 1967 afgestoten.

## Bron
- Wolf, H.C. (1971) 'Brentano' 1821 - 1971. Een bejaardenhuis te Amsterdam